# Desekrator
Desekrator est un groupe de thrash metal norvégien, originaire de Bergen. Actif entre 1996 et 1999, le groupe est formé pour le plaisir par des grands noms de la scène black metal norvégienne. 

## Biographie
Le groupe est formé en 1996 et initialement composé de Grutle Kjellson et Ivar Bjornson (Enslaved), Infernus (Gorgoroth, Orcustus) et Tormentor (ex-Gorgoroth, Orcustus). Les musiciens sont tous originaires de Bergen. Le groupe publie sa première démo indépendante, éponyme, en juillet 1997.
Il publie un an plus tard, en décembre 1998, son seul et unique album studio, Metal for Demons, qui n'est distribué qu'à 3 000 exemplaires au label Pavement Music. Il est plutôt bien accueilli par la presse spécialisée,.
Les thèmes abordés parlent de drogues, d'alcool et de décadence de la société.

## Membres
- Infernus - basse
- Alligator - basse, chant
- Ivar Bjørnson - guitare, claviers, synthétiseur
- Roy Kronheim - guitare, chant
- Grutle Kjellson - chant, basse
- Tormentor - chant, guitare

## Discographie
- 1997 : Desekrator (démo)
- 1998 : Metal for Demons
- 1999 : Crucifixion Overdose (compilation)